# Roussette d'Égypte
Rousettus aegyptiacus
Espèce
Statut de conservation UICN

 LC  : Préoccupation mineure
La Roussette d'Égypte (Rousettus aegyptiacus, quelquefois écrit sous la forme Rousettus egyptiacus) est une espèce de chauve-souris frugivore.
C'est une espèce commune en Afrique sud-sahélienne et dans la vallée du Nil. Lorsqu'elle déploie ses ailes, elle atteint 60 cm d'envergure.
Cette espèce a été identifiée comme le réservoir naturel du virus de Marburg, en 2007.
Un certain nombre de sous-espèces existent.

## Description
Elle est de taille moyenne, et la tête ressemble à celle d’un petit renard. Les mâles sont généralement plus gros que les femelles avec une longueur totale du corps allant de 14 à 20 cm, contre 12 à 17 cm pour les femelles. Les adultes peuvent peser de 80 à 170 g et avoir une envergure proche de 60 cm. Le pelage dorsal va du brun foncé au gris moyen. Celui ventral est davantage clair, avec souvent un col de fourrure jaune pâle ou orangé autour du cou. Une fourrure courte recouvre complètement la tête presque jusqu'au bout du museau, à l'exception du front, où la fourrure est légèrement plus longue. Les oreilles ont leur pointe émoussée et une coloration légèrement plus foncée que le dos. Les yeux sont grands. Frugivores, elles aiment particulièrement la pulpe et le jus de fruits très mûrs et sucrés. 
Les mâles sont plus grands que les femelles et peuvent être facilement distingués des femelles par leur scrotum[réf. nécessaire].

## Répartition et habitat
R. aegyptiacus est présente dans toute l'Afrique au sud du Sahara, en Égypte et sur les côtes de la péninsule arabique. Elle est aussi observée dans les îles Canaries et celles du Golfe de Guinée. Si son habitat favoris est une forêt tropicale riche en nourriture et avec un réel couvert forestier (pour s'abriter et se reposer entre autres), on la retrouve aussi en forêts clairsemées, en savane et même dans certaines zones pseudo arides. Elle s’abrite dans les grottes et les ruines aussi bien qu'elle se suspend aux arbres.  

## Comportement
Comme beaucoup de chauves-souris, les roussettes égyptiennes sont nocturnes, mais elles ne passent pas non plus toute la journée à dormir : Perchées sur des arbres ou au plafond de grottes, elles poursuivent leur vie sociale, notamment en échangeant vocalement, avec un vocabulaire complexe des informations sur la nourriture, les dispositions de couchage et les tentatives d'accouplement. 
Cette espèce serait l'une des rares connues à diriger ses appels vers des individus spécifiques (autres que leurs petits) dans la colonie.  Les échanges vocaux d'une colonie sont bruyants et évoquent une cacophonie, mais grâce à des micros et outils logiciels de reconnaissance vocale des éthologues, on put analyser environ 15 000 vocalisations recueillies durant plusieurs mois, de manière couplée à l'image vidéo . Le programme a pu relier certaines vocalises à des interactions sociales capturées en vidéo (par exemple quand deux individus se disputent de la nourriture). 60 % des sons émis ont été classés dans quatre contextes : compétition pour de la nourriture, pour la position dans leur groupe, cris de protestation contre des tentatives d'accouplement et discussions entre voisins. Un algorithme a permis de détecter qui parlait à qui et montré que les sons émis différaient légèrement selon les interlocuteurs, notamment quand un individu s'adresse à un autre du sexe opposé - « peut-être d'une manière similaire, selon les auteurs, à celle des humains quand ils utilisent des tonalités différentes de voix pour différents auditeurs. Seules quelques autres espèces, comme les dauphins et certains singes, sont connues pour s'adresser spécifiquement à d'autres individus plutôt que de diffuser des sons généralisés, tels que des appels d'alarme ». L'équipe scientifique veut poursuivre ce travail et mieux comprendre dans quelle mesure des chauves-souris réagissent et répondent aux différents types d'appels. Elle suggère que les chercheurs en communication animale devraient mieux étudier le « bavardage quotidien » des animaux sociaux, « qui pourrait être beaucoup plus sophistiqué qu'il n'y paraît », voire dans ce cas aussi complexes que celui qu'on cherche à décrypter dans les chants de mammifères marin et le langage des grands singes.

## Reproduction
Elles atteignent leur maturité sexuelle à 9 mois. Les femelles donnent naissance à un seul petit par an après une période de gestation de 115 à 120 jours. Fait surprenant, il n’y aurait qu’un accouplement tous les 2 ans. 

## Immunité
Certaines chauve-souris se montrent capables de maintenir leurs infections virales à bas bruit, par des voies qui n'existent pas chez l'Homme ou de nombreux autres mammifères (sans réponse inflammatoire nocive). C'est le cas de la Roussette d'Égypte, qui dispose d'une hyper-vigilance antivirale  dite « voie d'interféron perpétuellement activée ». Les chauves-souris semblent avoir perdu certains gènes favorisant l'inflammation. On explore depuis peu « l'impact de ces défenses antivirales uniques des chauves-souris sur les virus eux-mêmes », dont sur des cellules de chauve-souris cultivées in vitro.